# World Team Challenge 2014
World Team Challenge 2014 (oficjalnie R(H)EINPOWER-Biathlon-WTC 14) – trzynasta edycja pokazowych zawodów biathlonowych, które zostały rozegrane 27 grudnia 2014 roku na stadionie Veltins-Arena w Gelsenkirchen. Zawody złożone były z dwóch konkurencji: biegu masowego i biegu pościgowego.
Poprzednie zawody wygrali reprezentanci gospodarzy Laura Dahlmeier oraz Florian Graf.
W zawodach zwyciężyła ukraińska para Wałentyna Semerenko i Serhij Semenow.

## Wyniki
| Pozycja | Zawodnicy                                    | Reprezentacja | Czas    |
| ------- | -------------------------------------------- | ------------- | ------- |
| 1.      | Wałentyna Semerenko Serhij Semenow           | Ukraina       | 31:03,2 |
| 2.      | Franziska Hildebrand Erik Lesser             | Niemcy II     | +0:07,7 |
| 3.      | Jana Romanowa Jewgienij Garaniczew           | Rosja         | +0:15,1 |
| 4.      | Gabriela Soukalová Ondřej Moravec            | Czechy        | +0:19,4 |
| 5.      | Anaïs Chevalier Martin Fourcade              | Francja       | +0:26,3 |
| 6.      | Laura Dahlmeier Florian Graf                 | Niemcy I      | +0:35,1 |
| 7.      | Fanny Welle-Strand Horn Lars Helge Birkeland | Norwegia      | +0:36,8 |
| 8.      | Katharina Innerhofer Dominik Landertinger    | Austria       | +1:01,2 |
| 9.      | Dorothea Wierer Lukas Hofer                  | Włochy        | +1:03,5 |
| 10.     | Elisa Gasparin Benjamin Weger                | Szwajcaria    | +3:16,9 |